# Palawan
Palawan (phiên âm tiếng Việt: Pa-la-van) là tỉnh có diện tích lớn nhất tại Philipines. Đây là một tỉnh đảo thuộc vùng Mimaropa. Thủ phủ của tỉnh Palawan là thành phố Puerto Princesa (Cảng Công chúa). Hòn đảo mang tên tỉnh, Palawan kéo dài từ nơi giáp với đảo Mindoro ở phía đông bắc cho đến đảo Borneo ở phía tây nam. Hòn đảo này nằm giữa biển Đông và biển Sulu. Đảo Palawan có chiều dài 450 km (280 dặm) và rộng 50 km (31 dặm).. Tỉnh Palawan cũng bao gồm Quần đảo Cuyo tại biển Sulu. Palawan có tổng diện tích là 14.896 km², bao gồm phần đảo chính với 12.239 km² còn các đảo nhỏ là 2.657 km². Phần lớn quần đảo Trường Sa được chính quyền Philippines coi là thuộc về tỉnh Palawan với tên gọi "Nhóm đảo Kalayaan".

## Lịch sử

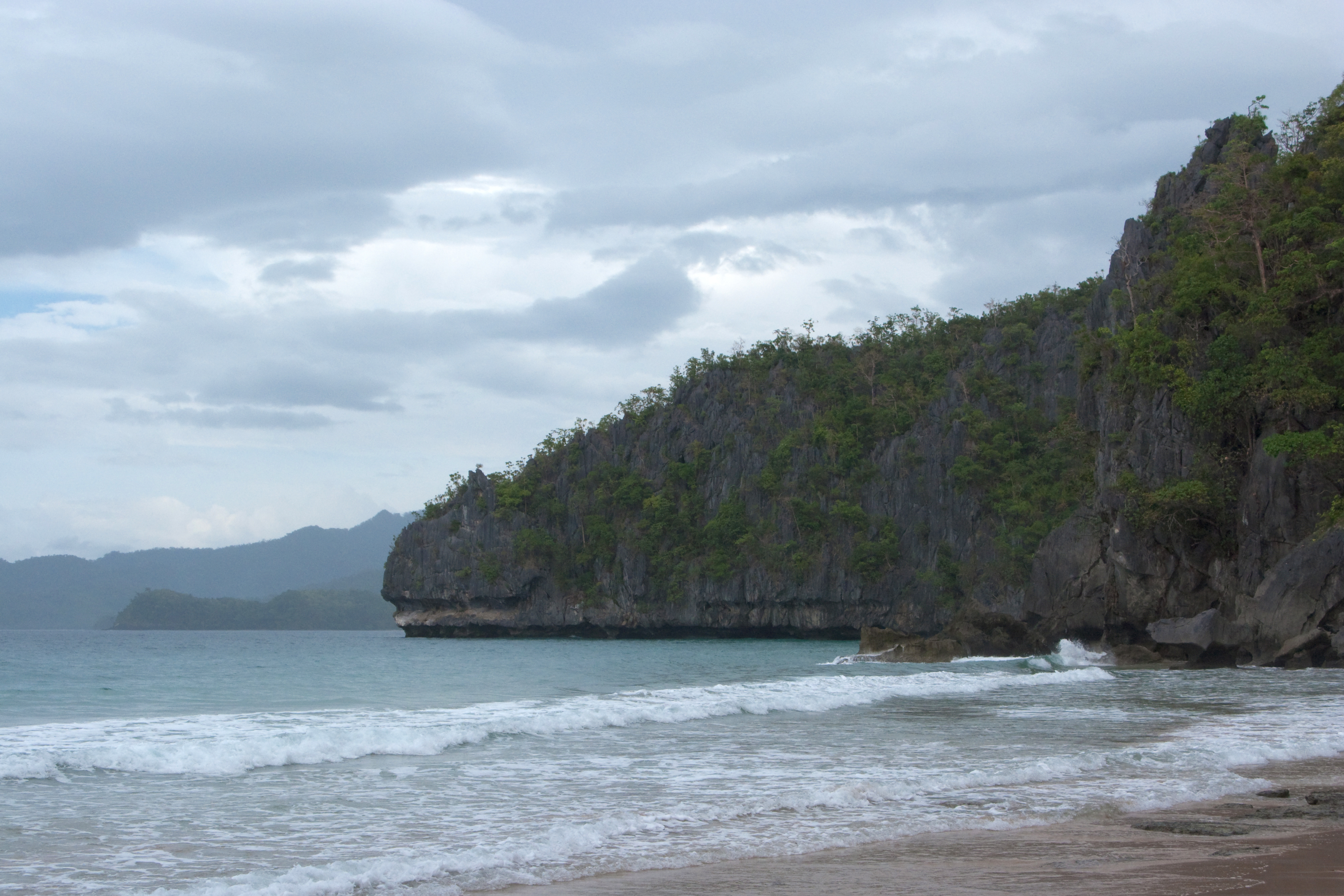
Núi đá vôi trên bờ biển Palawan

### Thời cổ
Từ năm 220 đến 263 SCN, vào thời kỳ Tam Quốc, những "người nhỏ, ngăm đen" sống tại miền nam Trung Quốc đã bị người Hán từ phương bắc tràn xuống dồn đuổi. Một số sau đó di cư đến Thái Lan ngày nay, một số khác di xa hơn, tới tận Indonesia ngày nay. Họ được gọi là người Aetas và người Negritos, đây chính là tổ tiên của bộ tộc Batak tại Palawan. Một số bộ tộc khác đã sống trên đảo từ trước đó, như người Palawano và người Tagbanua, họ được cho là đến từ thời kỳ băng hà qua những cầu nối giữa các lục địa và hải đảo.
Năm 982 SCN, các thương nhân Trung Hoa đã đến đảo. Một học giả người Hoa đã gọi các hòn đảo là "Kla-ma-yan" (Calamian), "Palau-ye" (Palawan), và "Paki-nung" (Busuanga). Đồ gốm và các mặt hàng khác của Trung Hoa từ Palawan đã xây dựng mối quan hệ buôn bán giữa thương nhân Trung Hoa và Mã Lai.

### Thời kỳ tiền thuộc địa
Vào thế kỷ 12, những người định cư Mã Lai đã đến Palawan trên những chiếc thuyền. Hầu hết những người định cư được sự lãnh đạo bởi các thủ lĩnh Mã Lai. Hầu hết các hoạt động kinh tế của họ là đánh cá, trồng trọt và săn bắn. Người dân địa phương có một phương ngữ gồm 16 âm tiết. Theo sau những người định cư Mã Lai này là những người đến từ Indonesia ngày nay của triều đại Majapahit vào thế kỷ 13 mang theo các nét văn hóa Phật giáo và Ấn Độ giáo của họ 
Vì Palawan gần gũi về địa lý với Borneo, phần phía nam của đảo đã nằm dưới sự kiểm soát của Vương quốc Hồi giáo Borneo trong hơn 2 thế kỷ và Hồi giáo đã được đưa đến. Cũng trong thời kỳ này, các hoạt động buôn bán trở nên phát triển và đã có những cuộc hôn nhân lai chủng giữa người bản địa với những người Hoa, người Nhật, người Ả Rập hay Ấn Độ. Kết qur là đã tạo ra giống người "Palaweño", có đặc điểm riêng về ngoại hình cũng như văn hóa.

### Thời kỳ thuộc địa của Tây Ban Nha
Sau sự hy sinh của Ferdinand Magellan, đội quân còn lại của hạm đội của ông đã đổ bộ lên Palawan, dựa vào sự hào phóng của hòn đảo để thoát khỏi cơn đói. Antonio Pigafetta, người ghi biên niên sử của Magellan đã đặt tên cho vùng này là "Miền đất hứa".
Hành động hải tặc đầu tiên tại Philippines được ghi nhận là đã xảy ra tại Palawan khi Thuyền trưởng Tuan Mohamad và tùy tùng đã bị bắt trên thuyền của họ và bị người Tây Ban Nha bắt với yêu cầu đòi tiền chuộc trong 7 ngày với 190 bao gạo, 450 con gà, 20 con lợn, 20 con dê.
Phía bắc của quần đảo Calamianes là nơi đầu tiên nằm dưới quyền kiểm soát của Tây Ban Nha và sau đó trở thành một tỉnh riêng biệt với đảo chính Palawan. Trong đầu thế kỷ 17, Các thấy dòng đã gửi những người truyền giáo đến Cuyo, Agutaya và Cagayancillo như họ đã gặp phải sự chống đối từ các cộng đồng Moro. Trước thế kỷ 18, Tây Ban Nha bắt đầu xây dựng các nhà thờ vởi sự bảo vệ của binh lính để bảo vệ khỏi những cuộc đột kích của người Moro tại các thị trấn Cuyo, Taytay, Linapacan và Balabac. Năm 1749, Vương quốc Hồi giáo Borneo nhượng miền nam Palawan cho Tây Ban Nha.
Năm 1818, toàn bộ hòn đảo Palawan (lúc đó gcó tên là "Paragua") được tổ chức như một tỉnh thống nhất gọi là "Calamianes" với thủ phủ là Taytay. Năm 1858, tỉnh được chia làm hai, tỉnh Castilla ở phần phía bắc với Taytay là thủ phủ và tỉnh Asturias ở phía nam với Puerto Princesa là thủ phủ. Sau đó đảo lại tái phân chia thành 3 khu vực, Calamianes, Paragua và Balabac với thị trấn Principe là thủ phủ.

## Thời kỳ Hoa Kỳ kiểm soát
Năm 1902, sau chiến tranh Hoa Kỳ-Philippines, người Mỹ thiết lập chế độ cai trị dân sự tại miền bắc Palawan và gọi là tỉnh Paragua. Năm 1903, chuẩn theo Đạo luật Uỷ thác Philippines Số 1363, tỉnh được công nhận bao gồm cả phần phía nam và được đặt lại thành Palawan và Puerto Princesa được tuyên bố là thủ phủ. Nhiều sử đổi và kế hoạch sau đó đã được đưa ra, trong đó các ưu tiên là như xây dựng các trường học, thúc đẩy nông nghiệp và để người dân gắn bó hơn với chính quyền.

## Hiện tại
Trong Chiến tranh thế giới thứ hai, hòn đảo từng bị Nhật Bản chiếm đóng, lực lượng Hoa Kỳ và Philippines sau đó đã giải phóng tỉnh đảo trong từ tháng 3 đến tháng 4 năm 1945.

## Hành chính
Palawan bao gồm 23 đô thị tự trị và 367 barangay, hai khu vực bầu cử nghị viện được phân chia tại phía bắc và phía nam của tỉnh. Thủ phủ Puerto Princesa là một thành phố đô thị hóa cao và là một đơn vị hành chính tự quản độc lập với tỉnh nhưng thường được xếp trong tỉnh vì mục đích thống kê.

### Đô thị tự trị lục địa
Gồm 12 đô thị tự trị: (các đô thị tự trị ở phía bắc nằm ở bên trâí, ở phía nam nằm ở bên phải)
| - Aborlan - Narra - Quezon - Sofronio Española - Brooke's Point - Rizal - Bataraza | - San Vicente - Roxas - Dumaran - El Nido - Taytay |

### Đô thị tự trị hải đảo
Gồm 11 đô thị tự trị:
| - Busuanga - Coron - Linapacan - Culion - Cuyo - Agutaya | - Magsaysay - Araceli - Cagayancillo - Balabac - Kalayaan (tức phần lớn Quần đảo Trường Sa). |

### Vấn đề quy thuộc Vùng
Năm 2001, các cư dân của Palawan đã không lựa chọn gia nhập Khu tự trị Hồi giáo Mindanao trong một cuộc trưng cấu dân ý 
Vào ngày 17 tháng 5 năm 2002, vùng Trung Lzon được chia thành vùng CALABARZON và vùng MIMAROPA, tỉnh Palawan được xếp vào vùng MIMAROPA.
Vào ngày 13 tháng 5 năm 1005, tỉnh Palawan được chính phủ Trung ương chuyển từ vùng IV-B (MIMAROPA) sang vùng VI (Tây Visayas). Tuy nhiên, người dân trong tỉnh đã phê phán quyết định này vì nó đã không tham khảo ý kiến của nhân dân địa phương và hầu hết các cư dân cho rằng họ thích được xếp vào vùng IV-B hơn. Bởi vậy, một quyết định bổ sung được ban hành ngày 19 tháng 8 năm 2005 đã hoãn lại quyết định trước đó với sự phê chuẩn của Tổng thống. Cho đến nay, quyết định sau này vẫn còn hiệu lực. 

## Nhân khẩu
Theo số liệu năm 2000, dân số toàn tỉnh là 737.000 người. Palawan là một tỉnh đa văn hóa với 87 nhóm văn hóa và sắc tộc khác biệt nhưng chung sống trong hòa bình. Về cơ bản, văn hóa của tỉnh chịu ảnh hưởng mạnh mẽ từ Trung Quốc, Ấn Độ và khu vực Trung Đông. Cùng với dòng người nhập cư đến từ những nơi khác của Philippines, chủ yếu là những người Hồi giáo ở Mindanao, dân số của tỉnh tăng rất nhanh với con số 3,98% mỗi năm. Người Palaweños bản địa vẫn chiếm ưu thế trong cộng đồng dân cư còn lại 18% là các nhóm văn hóa thiểu số như Tagbanua, Palawano, Batak, Molbog.
Có tất cả 53 ngôn ngữ và phương ngữ tại Palawan, trong đó tiếng Tagalog được 50% dân số sử dụng, các ngôn ngữ khác gồm: tiếng Cuyonon (26,27%), tiếng Palawano (4%) và tiếng Hiligaynon (Ilonggo) (9,6%). Tiếng Anh cũng được sử dụng rộng rãi và là một ngôn ngữ giảng dạy chính trong trường học như tất cả các tỉnh khác tại Philippines.
Tôn giáo chủ yếu tại Palawan hiện nay là Công giáo La Mã.

## Kinh tế
Kinh tế của Palawan chủ yếu phụ thuộc vào nông nghiệp. Các ngành khai mỏ gồm có Niken, đồng, mangan và crôm. Khai thác lâm sản cũng là một ngành kinh tế quan trọng. Palawan là một trong những vùng giàu tài nguyên thủy sản nhất Philippines với khoảng 45% nguồn cung cấp cá cho khu vực thủ đô Manila đến từ tỉnh này. Dự trữ khí ga tự nhiên xấp xỉ 30.000 tỷ feet³ (khoảng 849,4 tỷ m³), đây là tỉnh duy nhất sản xuất dầu duy nhất tại Philippines  24. Nhưng phần lớn diện tích các mỏ dầu và khí này nằm trong hoặc gần các khu vực tranh chấp tại Quần đảo Trường Sa. Ngọc trai cũng là một ngành kinh tế quan trọng, viên ngọc trai lớn nhất thế giới với đường kính 240 mm đã được tìm thấy tại Palawan vào năm 1934. Hiện tốc độ tăng trưởng kinh tế và nông nghiệp của tỉnh là khoảng 20%/năm.